# Oxycephalus latirostris
Oxycephalus latirostris is een vlokreeftensoort uit de familie van de Oxycephalidae. De wetenschappelijke naam van de soort is voor het eerst geldig gepubliceerd in 1889 door Clans.